# Aethes smeathmanniana
Aethes smeathmanniana es una especie de polilla del género Aethes, categorizada en la tribu Cochylini, de la subfamilia Tortricinae.

## Distribución
Se distribuye por Reino Unido.

## Taxonomía
Fue descrita por Fabricius en 1781 y publicada en (Pyralis), Species Insectorum 2: 278.